# Varanus acanthurus

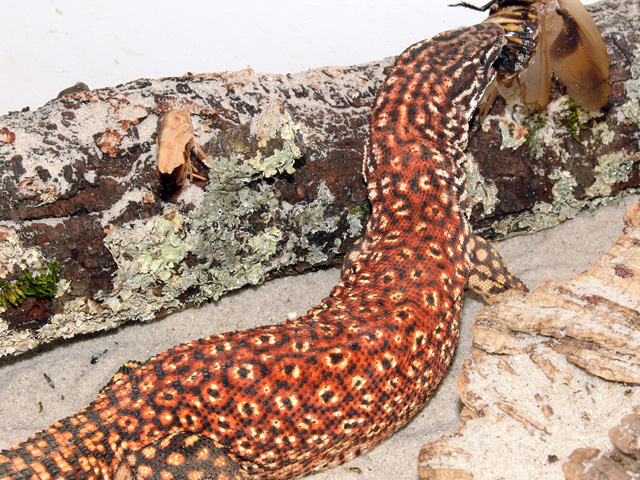
"Red ackie" (V. a. acanthurus)

Il varano dalla coda spinosa (Varanus acanthurus Boulenger, 1885), noto anche come varano dalla coda spinosa australiano, varano dalla coda crestata, varano nano di Ackie e colloquialmente semplicemente come varano ackie, è una specie di lucertola australiana appartenente al genere dei varani (Varanus).

## Descrizione
Il varano dalla coda spinosa è un varano di dimensioni piuttosto ridotte che può raggiungere una lunghezza di 70 cm, sebbene siano stati segnalati, ma non confermati, individui selvatici di 86 cm. La coda è circa 1,3-2,3 volte più lunga della testa e del corpo messi insieme. La parte superiore, di colore marrone scuro carico, è segnata da una serie di macchie giallognole brillanti o crema che spesso circondano gruppetti di squame scure. La coda, di sezione rotonda, presenta numerose squame spinose. Attorno alla metà del corpo vi sono 70-115 squame. La specie si differenzia da V. baritji e V. primordius, di aspetto molto simile, per la presenza di strisce longitudinali chiare sul collo.

## Sottospecie e tassonomia
Il varano dalla coda spinosa appartiene ad un gruppo indonesiana e australiana di varani nani, il sottogenere Odatria.
Sono riconosciute tre sottospecie di V. acanthurus:
- V.a. acanthurus dell'Australia nordoccidentale e settentrionale
- V.a. brachyurus dell'Australia occidentale e centrale, Queensland[8]
- V.a. insulanicus di Groote Eylandt e le isole del gruppo Wessel[2][3]

Varanus primordius è stato a un certo punto considerato una sottospecie (V. a. primordius), ma da allora è stato elevato allo status di specie a tutti gli effetti.
Nel commercio di animali domestici americano sono comunemente disponibili due "varianti" di varano dalla coda spinosa. Il varano "red ackie" è probabilmente rappresentato dalla sottospecie V. a. acanthurus, mentre l'"ackie giallo" è probabilmente la sottospecie V. a. brachyurus. L'ackie rosso è generalmente più grande e meno raro dell'ackie giallo.
Lo stato tassonomico delle tre sottospecie è incerto. Nel 2006 sono stati pubblicati i risultati di uno studio sul mtDNA dei varani australiani, secondo il quale le due sottospecie continentali non formano entità tassonomiche naturali (monofiletiche). V.a. insulanicus è risultato essere monofiletico, ma è più strettamente imparentato con V. baritji che con altri V. acanthurus. Pertanto, V. a. insulanicus potrebbe rappresentare una specie distinta. Wilson e Swan (2010) accettano ancora V. a. insulanicus come sottospecie valida di V. acanthurus, che si distingue facilmente dagli altri varani dalla coda spinosa per la sua colorazione scura e il motivo a bande.

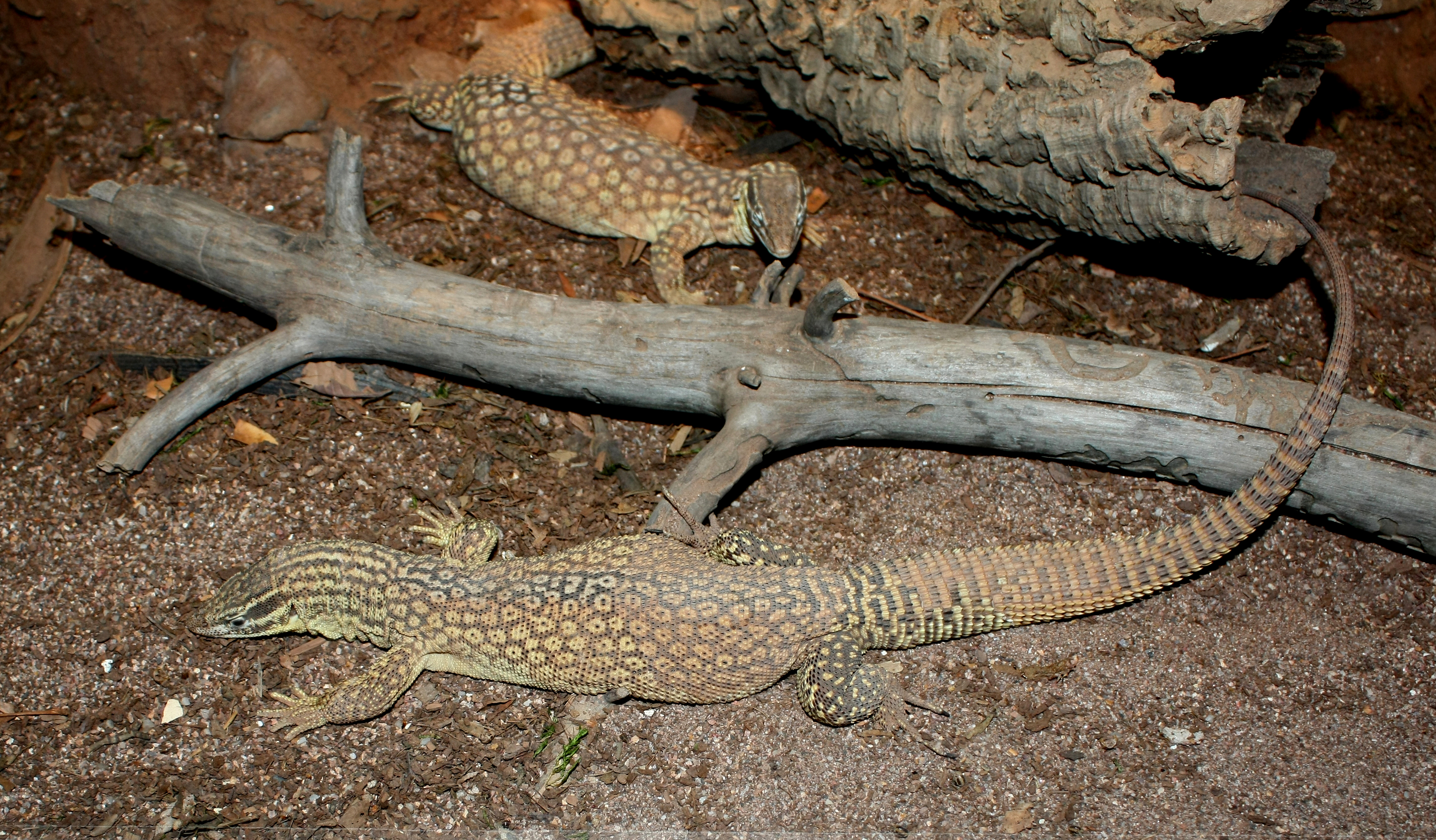
Due varani dalla coda spinosa allo zoo di Cincinnati

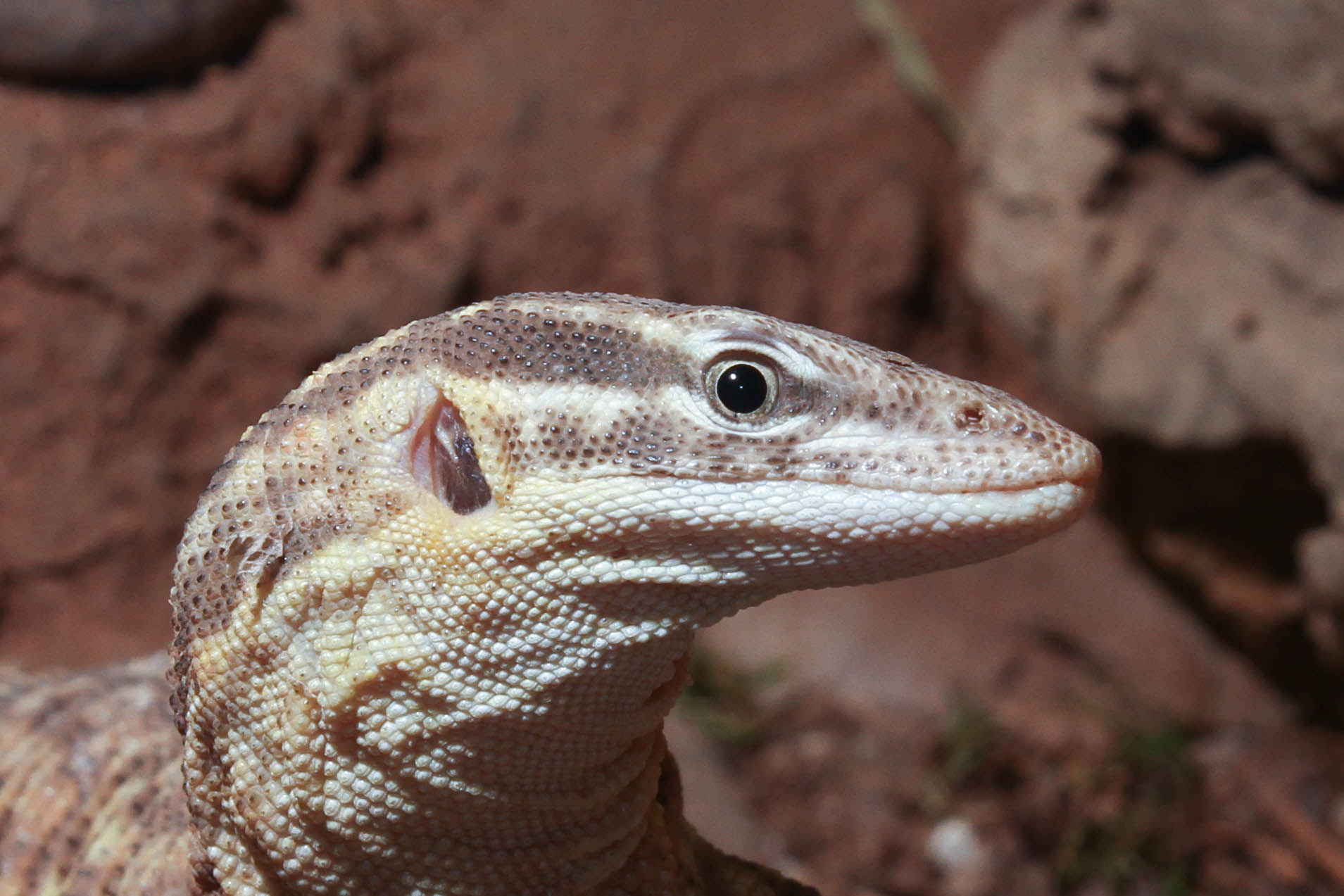
Primo piano della testa

## Distribuzione e habitat
Questo rettile ben adattato alla vita nelle regioni aride è diffuso nelle regioni settentrionali dell'Australia Occidentale, nel Territorio del Nord e nelle regioni occidentali e nord-occidentali del Queensland. Si incontra solamente in zone aride, specialmente in presenza di alture e affioramenti rocciosi. V.a. acanthurus è originario dell'Australia settentrionale, da Broome sulla costa occidentale, attraverso il Kimberley e il Top End, fino al Golfo di Carpentaria. V.a. brachyurus può essere trovato nella parte centrale, occidentale e orientale dell'areale totale dell'ackie, a ovest fino a Carnarvon ea est fino a Mt. Isa. L'areale del V.a. insulanicus' è invece limitato a Groote Eylandt e alle isole Wessel.

## Biologia
I varani dalla coda spinosa, come anche altri varani, ha abitudini diurne, solitarie e terricole. Si incontra spesso al riparo di lastre rocciose incuneate, tra i massi o in fessure rocciose, rifugiandosi raramente tra gli spinifex. Ripararsi sottoterra dà loro accesso a microclimi umidi che li aiutano a mantenersi abbastanza idratati da sopravvivere alla natura altrimenti arida del loro habitat. La loro dieta è coerente con la dieta di altri animali foraggiatori intensivi, il che implica che questi rettili, probabilmente, trascorrono gran parte del loro tempo a cacciare.

### Dieta
La loro dieta consiste principalmente in artropodi, come cavallette, scarafaggi, scarabei, ragni, isopodi, bruchi, cicale, lumache, insetti stecco, millepiedi, grilli e zecche. A volte integrano nella loro dieta anche piccole lucertole come scinchi, gechi, agami e forse anche varani più piccoli, che costituiscono circa un terzo della sua dieta, così come piccoli marsupiali. Circa il 70% del loro fabbisogno idrico proviene dal cibo.
In cattività, a volte vengono nutriti con cibo per cani e gatti e cibo in scatola trasformato. Questo non è raccomandato in quanto questo tipo di cibo non contiene i nutrienti corretti per questa specie. Una dieta varia, ricca di diverse prede di vertebrati e invertebrati (come scarafaggi Dubia, grilli, vermi della farina, uova, gamberetti e, su base mensile, roditori) è importante per la salute dei varani dalla coda spinosa in cattività, per via della vasta gamma di prede di cui si nutrono in natura.

### Riproduzione
Esistono numerosi metodi per determinare il sesso dei varani ackie, sebbene la tecnica di transilluminazione emipenale sia generalmente considerata la più semplice e accurata. Il sesso può anche essere indovinato usando marcatori visivi, ma in genere non è così preciso. I maschi sono generalmente più grandi delle femmine, hanno teste più squadrate e squame aderenti sul lato inferiore della coda. Le femmine sono generalmente più piccole con teste più strette e appuntite e squame lisce sotto intorno alla base della coda.
In cattività, una covata è composta da un massimo di 18 uova. I giovani si schiudono dopo tre o cinque mesi di incubazione e misurano 15 centimetri. Le conoscenze sulla riproduzione in natura sono scarse. I maschi molto probabilmente maturano a 30 centimetri di lunghezza, mentre le femmine maturano a 25–36 centimetri. L'ovulazione avviene in agosto e novembre. Le uova vengono deposte in tunnel scavati dalle femmine. In natura, è stato dimostrato che le femmine condividono enormi tane, nidificando in comune.